# Tư duy con cua

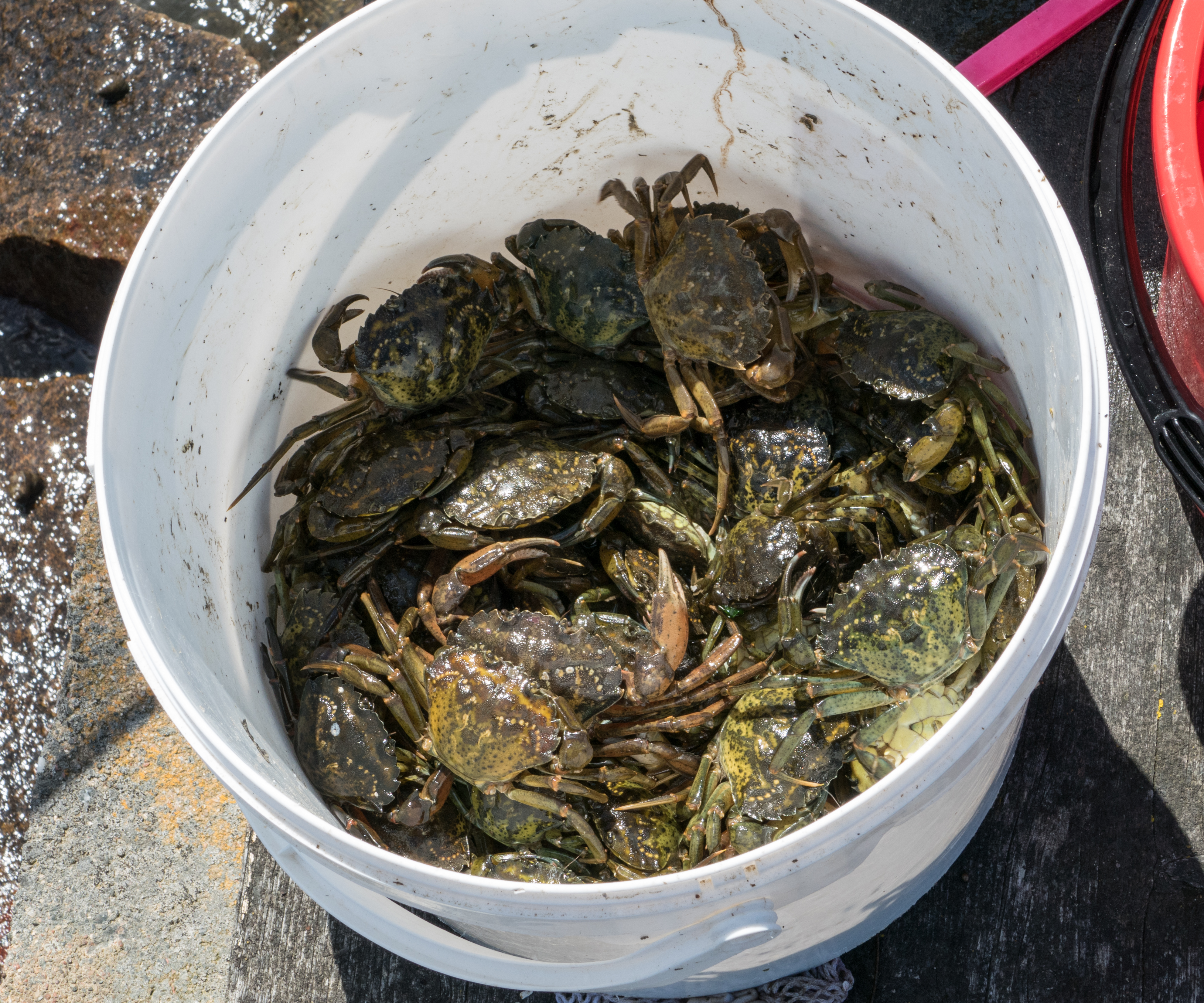
Xô đựng cua

Tư duy con cua hay tâm lý con cua (Crab mentality) hay hiệu ứng con cua hay hiệu ứng cua trong xô (crabs in a bucket) đây là một từ ngữ sử dụng như một phép ẩn dụ để thể hiện sự ích kỷ, thiển cận trong hành vi của con người trong xã hội theo kiểu "nếu tao mà không có được thì mày cũng có không được" ("if I can't have it, neither can you"; không ăn được thì đạp đổ), đây là cụm từ tiếng Anh gắn với một hiện tượng thú vị là hiện tượng mà người ta quan sát được xảy ra trong một xô (chậu/giỏ) đựng cua.
Khi thả một con cua vào một cái xô/chậu thì con cua có thể dễ dàng tự mình bò ra, nhưng khi thả hai con cua vào một cái xô/chậu giống hệt thì mỗi lần một con cua cố bò ra, nó sẽ ngay lập tức bị con cua kia kéo xuống. Thí nghiệm này lặp lại trong xô chỉ có một mình con cua, thì nó không khó khăn gì có thể bỏ ra ngoài, nhưng nếu trong xô có vài con cua, trong quá trình cố gắng tự giải thoát, chúng sẽ kéo những con khác xuống dưới. Cuối cùng, không con nào có thể thoát khỏi và chết cả đám, bởi vì chúng cản trở lẫn nhau trong quá trình thực hiện mục đích của mình.
Tương tự với hành vi con người trong xã hội, các thành viên trong một cộng đồng thường cố gắng giới hạn, tối giản thành công mỗi thành viên khác, trong trường hợp người này thành công hơn những người còn lại ví dụ như những đồng nghiệp cùng công ty không chỉ ra lỗi cho nhau, dùng các thủ đoạn hèn hạ với nhau với mục đích làm giảm cơ hội phát triển của nhau. Đây chính là sự tương tự trong hành vi của con người được cho là các thành viên của một nhóm sẽ cố gắng làm giảm sự tự tin của bất kỳ thành viên nào đạt được thành công vượt trội so với những người khác vì ghen tị, oán giận, cay ghét, âm mưu, toan tính hoặc sự cạnh tranh, để ngăn cản sự tiến bộ của nhau.